# Vincenz Müller
Vincenz Müller (født 5. november 1894, Aichach, Kongeriget Bayern, død 12. maj 1961) var en tysk militærofficer og general, der gjorde tjeneste i Det tyske kejserriges hær, Nazitysklands Wehrmacht og i DDR's Folkehær, hvor han også fungerede som politiker for blokpartiet NDPD og bl.a. indtog posten som vice-formand for DDR's parlament Volkskammer.

## Tidlig karriere
Müller blev født i Kongeriget Bayern i en ikke-militær familie. Faderen var garver. Efter afslutningen af gymnasium gik han ind i Det tyske kejserriges hær, hvor han under 1. verdenskrig med rang af løjtnant i store dele af krigen var en del af Kejserrigets tropper i Det Osmanniske Rige Han blev hårdt såret i hovedet af en granatfragment under Slaget ved Gallipoli, hvorefter han blev overført til Bagdad og den persiske front. Under opholdet der pådrog han sig malaria og tyfus og blev herefter hjemsendt til Tyskland. I 1917 vendte han tilbage til Tyrkiet som taktikinstruktør for tyrkiske officerer.
Efter Tysklands nederlag og opløsningen af kejserrigets hær blev han en del af Weimarrepublikkens  Reichswehr , hvor han udfyldte en række stabsfunktioner og blev forfremmet til kaptajn.

## Nazityskland
Efter udnævnelsen af Adolf Hitler som Rigskansler den 30. januar 1933 tjente Müller fra 1933 til 1935 som lederen af mobiliseringssystemet i generalstaben i den militære distriktskommando afdeling VII i München og fra 1935 til 1937 med samme opgave, men nu for den samlede generalstab. Efter deltagelse på Værnemagtsakademinet, gjorde Müller tjeneste fra 1938 til 1940 som 1. Officer ved Generalstaben i Kassel. I denne periode blev han forfremmet til oberst. I denne periode havde han nogle kontakter med konservative anti-nazistiske kræfter i Værnemagten gennem Erwin von Witzleben, men han deltog ikke aktivt i anslag mod Hitler.
Hvor Müllers politiske tilhørsforhold kan forekomme uklart, så viste han ubetinget villighed til at arbejde for nazisternes militære mål og for at fremme sin karriere indenfor Værnemagten. Som stabsofficer var han involveret i planlægningen af Operation Tannenbaum (den i 1940 opgivne invasion af Schweiz) og Operation Barbarossa (invasionen af Sovjetunionen. I 1943 var Müller blevet forfremmet til generalløjtnant og havde fået kommandoen over Værnemagtens 56. Infanteridivision, der var en del af Værnemagtens 4. armé. I 1944 fik Müller overdraget kommandoen over det tyske 12. armékorps.
Müller kom i begivenhedernes centrum i slutningen af juni 1944 i Hviderussiske SSR, da han og det 12. armékorps sammen med resterne af den 4. armé blev omringet øst for Minsk af sovjetiske styrker under USSR's strategiske offensiv, Operation Bagration. Müllers korps var sandsynligvis det mindst beskadigede blandt de omringede styrker, og den 3. juli fik han den samlede kommando over alle de omringede enheder af den 4. armé, omkring 100.000 tropper, der den 5. juli var mere end 100 km bag de sovjetiske linjer. Müller gav via radio udtryk for overbevisning om, at han kunne opnå et udbrud, og hans enheder sluttede sig til 18. panserdivision i et forsøg på udbrud, men han blev den 8. juli 1944 taget til fange af de sovjetiske tropper og det meste af den 4. armé knust.

## Krigsfange i Sovjetunionen
Müller viste sig ved sin tilfangetagelse villig til at samarbejde med Sovjetunionen, og udstedte en ordre til sine tropper om at nedlægge våbnene.
I sin tid som krigsfange ændrede Müller tilsyneladende politisk holdning og erklærede at være blevet anti-nazist. Få dage efter sin tilfangetagelse tilsluttede han sig Nationalkomitee Freies Deutschland (NFKD) og 'Bund Deutscher Offiziere', begge Sovjetledede anti-nazistiske tyske organisationer, hvis formål var at støtte Sovjetunionens kamp mod Nazityskland. Müller var blandt en gruppe af generaler, der blev tilfangetaget ved Operation Bagration (herunder også Edmund Hoffmeister og Rudolf Bamler), der blev blandt de fremtrædende medlemmer af NKFD. I modsætning til flere af sine kolleger erklærede Müller sig som overbevist kommunist. Müller og Bamler deltog begge i specialtræning i Krasnogorsk i slutningen af 1944, og menes at være blevet hvervet af den sovjetiske efterretningstjeneste for at spionere mod andre medlemmer af NKFD, herunder Friedrich Paulus.

## DDR
Vincenz Müller blev i 1948 løsladt fra sovjetisk krigsfangenskab og blev medlem af det østtyske politiske parti National-Demokratische Partei Deutschlands (NDPD); et parti oprettet i den sovjetiske besættelseszone og støttet af SED med det formål at fungere som organisation for tidligere medlemmer af nazipartiet, officerer i Værnemagten, middelklassen og andre "politisk uafklarede personer". I perioden 1949 til 1952 var Müller partiets næstformand og han indtog tillige posten som næstformand i DDR's parlament Volkskammer. I denne periode anses han for at have fortsat som informant for DDR's Ministerium for Statssikkerhed, kendt som Stasi.
Efter 1952 genoptog Vincenz Müller sin militærkarriere og fik med rang af generalløjtnant overladt ansvaret for opbygningen af et militær i DDR, der ellers ved Potsdamkonferencen var aftalt at skulle var afrustet. Efter at have været chef i DDR's indenrigsministerium, hvor han havde stået for den succesfulde opbygning af det paramilitære Volkspolizei (Folkepoliti), blev han i 1956 udnævnt til stabschef for den nyoprettede hær Nationale Volksarmee (Den Nationale Folkehær eller blot NVA), der i vidt omfang byggede på overtagelse af Folkepolitiets paramilitære enheder. Som stabschef for NVA blev han næstkommanderende for DDR's militær efter forsvarsminister Willi Stoph.
Müllers karriere i DDR er et af de signifikante eksempler på DDR's anvendelse af tidligere nazister og værnemagts-officerer (såkaldte Ehemaligen ("forhenværende")) i opbygningen af DDR's statsapparat og militær. Müller blev dog også kendt for at have været fortaler for at gøre DDR's folkehær uafhængig af Sovjetunionen og Den røde hær. Müller havde kontakter til sine tidligere officerskolleger i Vesten og deltog også i DDR's "hemmelige" drøftelser med Vesttysklands finansminister Fritz Schäffer om nedrustningsmulighederne mellem Øst- og Vesttyskland.
Müller trådte allerede i 1958 tilbage fra posten i NVA. Müllers loyalitet overfor DDR's regime blev betvivlet af bl.a. Stasi. Han blev indlagt på hospital i 1960 grundet helbredsproblemer og Müllers involvering i krigsforbrydelser under krigen begyndte at cirkulere, herunder massehenrettelser af jøder i Artemivsk i Donetsk Oblast og henrettelser af krigsfanger.
Han døde i 1961 under kontroversielle omstændigheder, da han faldt ud fra en balkon i det hus han boede. Rygter florede om, at han havde begået selvmord, da han så et køretøj fra politiet nærme sig det hus han boede i.
Efter Müllers død blev i 1963 udgivet en selvbiografi Ich fand das wahre Vaterland (Jeg fandt det sande fædreland) redigeret af Klaus Mammach, en historiker fra SED.

## Ordener og dekorationer
- Jernkorset af 1914, 1. og 2. grad [6]
- Såretmærket (1918) i sort[6]
- Frederiksordenens Ridderkors af 2. grad med sværd [6]
- Mecidi-ordenen, 5. grad med sværd (Osmanniske Rige)[6]
- Liyakat Medaljen i sølv med sværd (Osmanniske Rige)[6]
- Osmanniske Krigsmedalje (Tyrkisk: Harp Madalyası) (Osmanniske Rige)[6]
- Jernkorset af 1939, 1. og 2. grad[6]
- Tyske Kors i guld (26. januar 1942)[7]
- Jernkorsets Ridderkors (7. april 1944)[7]
- Fædrelandets Fortjenesteorden i guld (DDR)